# 바로 가기
바로 가기(Shortcut)는 다른 파일의 위치를 포함하는 작은 파일이며, 실행을 위해 특정한 매개 변수를 사용하기도 한다. 이 바로 가기 아이콘은 다양한 운영 체제의 바탕 화면, 시작 메뉴, 작업 표시줄에 놓이며, 명령 줄에서가 아닌 GUI에서만 동작한다. "링크 파일", "LNK 파일"이라고도 부른다.
마이크로소프트 윈도우는 .lnk를 파일 확장자로 사용하며, 아이콘에 굽은 화살표 모양을 기본으로 보여 준다. 이 확장자는 폴더 옵션의 "알려진 파일 형식의 파일 확장명 숨기기"에 체크를 없애도 윈도 탐색기에서는 보이지 않는다.

## 용어
이 용어의 영어 낱말은 빠르게 갈 수 있는 "지름길"이라는 뜻의 shortcut에서 나왔다. 윈도우 95 시절에서는 "단축 아이콘", "단축 키"라는 이름을 사용하였으나, 한국 마이크로소프트에서는 이러한 이름을 버리고 "바로 가기"라는 이름을 사용하기로 결정했다. 이 기능에 해당하는 아이콘을 바로 가기 아이콘(문화어: 지름아이콘)으로, 이에 대한 키를 바로 가기 키(문화어: 지름건)라고 부른다.

## 같이 보기
- Alias (맥 OS)
- 심볼릭 링크 (유닉스)
- 즐겨찾기: 순한국어로 번역이 잘 되었다고 평가 받는 것 가운데 "바로 가기" 말고도 즐겨찾기가 있다.